# Oberrombach (Hünfeld)
Oberrombach ist ein Stadtteil von Hünfeld im osthessischen Landkreis Fulda.

## Geographie
Der Stadtteil Oberrombach liegt an den nördlichen Ausläufern der Rhön und gehört zum Biosphärenreservat Rhön.
Der Hauptort Hünfeld liegt östlich des Dorfes. Durch den Ort verläuft die Landesstraße 3176, im Westen liegt die Bundesautobahn 7 mit der Anschlussstelle Hünfeld.

## Ortsgeschichte

### Mittelalter
Die älteste Erwähnung eines Ortes „Ruochenbach“ stammt aus der Zeit zwischen 794 und 800. Die historische Quelle findet sich in einem Kopiar, das um 1200 entstand. Diese ist der Bericht Eigil über das Leben des vierten Abtes von Fulda Sturmius. Darin geht es um die Suche nach einem geeigneten Platz zur Errichtung einer Einsiedelei, die 742/43 in Haerulfisfeld errichtet wurde. Dabei fanden die Mönche einen Ort, der Ruochenbach genannt wurde (... in loco qui Ruochenbach dicitur).
Die Originalstelle aus der "Vita Sturmi" lautet:
"Navem egressi perambulantes circumquaque et considerantes terram, montes, colles, superioraet inferiora explorantes, ubi Dominus servis suis in solitudine ad inhabitandum demonstraret locum, tertio demum die adlocum pervenerunt, ubi flumen quod dicitur Luodera intrat in Fuldam.
Inde reversa nave coeperunt ad propriam remeare cellam, nihil tale reperientes, quod eorum placuisset obtutibus, praeter quod paulisper demorati sunt in loco qui dicitur Ruohenbach, ubi eis visum fuerat posse servos Dei utcumque sum fuerat posse servos Dei utcumque esse, non tarnen per omnia aestimantes venerando episcopo placuisse."
Im Jahre 980 werden die Gewässernamen Fulda und Ruhunbach in einer Urkunde erwähnt: „de Vulda in Ruhunbach.“.
Erst seit dem 14. Jahrhundert findet man eine Differenzierung des Ortsnamens
statt. Zuerst unterschied man zwischen den Orten Michelsrombach (1345) und Fraurombach. Die Unterscheidung erfolgte hier nach der Lage der Siedlungen am Ober- und Unerlauf des Rombachs: Fraurombach war 1343: „inferioiri Ruhembach“ (das untere Rombach), Michelsrombach 1345: „superior villa Rombach“ (das obere Rombach). Beide Orte an der Rombach wurden am Ende des 15. Jahrhunderts nach ihrem jeweiligen Kirchenpatrozinium umbenannt. 1498 findet sich in einem Kopiar, das um 1500 entstand, der Eintrag: „michels- vnd frawen Rombach“. Die Kirchenpatrozinien waren Sankt Michael und die Jungfrau Maria. Der dritte Ort an der Rombach, Oberrombach, kann seinen Namen erst erhalten haben, nachdem aus dem früheren oberen Rombach Michelsrombach geworden war. 1552: „Obernrombach“. 1596 wird auch dieser Ortsname zeitweise nach dem dortigen Patronzinium genannt: „Johannes Rombach“.
Die Namensforschung überträgt den Gewässernamen Rombach als Ableitung des Rufnamens „Ruoho“.

### Neuzeit
Erst im 16. Jahrhundert entwickelte sich der heutige Ortsname. In einem Transumpt von 1596 findet sich der Ortsname „Obernrombach“, der auf das Jahr 1552 datiert wird. Dies konnte erst geschehen, nachdem aus dem bisher Oberrombach genannten Ort Michelsrombach geworden war. 1573 wird noch einmal „Ober Rombach“ erwähnt, bevor der Ort schließlich 1596 als „Johannes Rombach“ erscheint.
Zum 1. Februar 1971 wurde die bis dahin selbständige Gemeinde Oberrombach im Zuge der Gebietsreform in Hessen auf freiwilliger Basis in die Stadt Hünfeld eingemeindet.
Für Oberrombach wurde, wie für die übrigen bei der Gebietsreform nach Hünfeld eingegliederten Gemeinden, ein Ortsbezirk gebildet.

### Verwaltungsgeschichte im Überblick
Die folgende Liste zeigt die Staaten und Verwaltungseinheiten, denen Oberrombach angehört(e):
- vor 1803: Heiliges Römisches Reich, Hochstift Fulda, Amt/Oberamt Burghaun
- 1803–1806: Heiliges Römisches Reich, Fürstentum Nassau-Oranien-Fulda, Fürstentum Fulda, Amt Burghaun
- 1806–1810: Kaiserreich Frankreich, Fürstentum Fulda (Militärverwaltung)
- 1810–1813: Großherzogtum Frankfurt, Departement Fulda, Distrikt Burghaun
- ab 1816: Kurfürstentum Hessen, Großherzogtum Fulda, Amt Burghaun
- ab 1821/22: Kurfürstentum Hessen, Provinz Fulda, Kreis Hünfeld[18][Anm. 2]
- ab 1848: Kurfürstentum Hessen, Bezirk Fulda
- ab 1851: Kurfürstentum Hessen, Provinz Fulda, Kreis Hünfeld
- ab 1867: Königreich Preußen, Provinz Hessen-Nassau, Regierungsbezirk Kassel, Kreis Hünfeld
- ab 1871: Deutsches Reich,  Königreich Preußen, Provinz Hessen-Nassau, Regierungsbezirk Kassel, Kreis Hünfeld
- ab 1918: Deutsches Reich, Freistaat Preußen, Provinz Hessen-Nassau, Regierungsbezirk Kassel, Kreis Hünfeld
- ab 1944: Deutsches Reich, Freistaat Preußen, Provinz Kurhessen, Landkreis Hünfeld
- ab 1945: Amerikanische Besatzungszone, Groß-Hessen, Regierungsbezirk Kassel, Landkreis Hünfeld
- ab 1946: Amerikanische Besatzungszone, Hessen, Regierungsbezirk Kassel, Landkreis Hünfeld
- ab 1949: Bundesrepublik Deutschland, Hessen, Regierungsbezirk Kassel, Landkreis Hünfeld
- ab 1971: Bundesrepublik Deutschland, Hessen, Regierungsbezirk Kassel, Landkreis Hünfeld, Stadt Hünfeld[Anm. 3]
- ab 1972: Bundesrepublik Deutschland, Hessen, Regierungsbezirk Kassel, Landkreis Fulda, Stadt Hünfeld

### Bevölkerung
Einwohnerentwicklung
| Quelle: Historisches Ortslexikon  |
| • 1569: 6 Steuernde               |
| • 1592: wüst                      |
| • 1789: 6 Bauern, 3 Hüttner       |
| • 1812: 9 Feuerstellen, 74 Seelen |

| Oberrombach: Einwohnerzahlen von 1812 bis 2015 | Oberrombach: Einwohnerzahlen von 1812 bis 2015 | Oberrombach: Einwohnerzahlen von 1812 bis 2015 | Oberrombach: Einwohnerzahlen von 1812 bis 2015 | Oberrombach: Einwohnerzahlen von 1812 bis 2015 |
| --- | ---------------------------------------------- | ---------------------------------------------- | ---------------------------------------------- | ---------------------------------------------- |
| Jahr |                                                |                                                |                                                | Einwohner                                      |
| 1812 | 1812                                           |                                                | 74                                             | 74                                             |
| 1834 | 1834                                           |                                                | 118                                            | 118                                            |
| 1840 | 1840                                           |                                                | 125                                            | 125                                            |
| 1846 | 1846                                           |                                                | 144                                            | 144                                            |
| 1852 | 1852                                           |                                                | 124                                            | 124                                            |
| 1858 | 1858                                           |                                                | 107                                            | 107                                            |
| 1864 | 1864                                           |                                                | 134                                            | 134                                            |
| 1871 | 1871                                           |                                                | 117                                            | 117                                            |
| 1875 | 1875                                           |                                                | 121                                            | 121                                            |
| 1885 | 1885                                           |                                                | 123                                            | 123                                            |
| 1895 | 1895                                           |                                                | 115                                            | 115                                            |
| 1905 | 1905                                           |                                                | 138                                            | 138                                            |
| 1910 | 1910                                           |                                                | 147                                            | 147                                            |
| 1925 | 1925                                           |                                                | 120                                            | 120                                            |
| 1939 | 1939                                           |                                                | 129                                            | 129                                            |
| 1946 | 1946                                           |                                                | 193                                            | 193                                            |
| 1950 | 1950                                           |                                                | 187                                            | 187                                            |
| 1956 | 1956                                           |                                                | 144                                            | 144                                            |
| 1961 | 1961                                           |                                                | 140                                            | 140                                            |
| 1967 | 1967                                           |                                                | 219                                            | 219                                            |
| 1970 | 1970                                           |                                                | 175                                            | 175                                            |
| 1980 | 1980                                           |                                                | ?                                              | ?                                              |
| 1990 | 1990                                           |                                                | ?                                              | ?                                              |
| 2000 | 2000                                           |                                                | ?                                              | ?                                              |
| 2011 | 2011                                           |                                                | 222                                            | 222                                            |
| 2015 | 2015                                           |                                                | 214                                            | 214                                            |
| Datenquelle: Historisches Gemeindeverzeichnis für Hessen: Die Bevölkerung der Gemeinden 1834 bis 1967. Wiesbaden: Hessisches Statistisches Landesamt, 1968. Weitere Quellen: LAGIS; Stadt Hünfeld; Zensus 2011 |                                                |                                                |                                                |                                                |

Einwohnerstruktur 2011
Nach den Erhebungen des Zensus 2011 lebten am Stichtag, dem 9. Mai 2011, in Oberrombach 222 Einwohner. Darunter waren 6 (2,7 %) Ausländer.
Nach dem Lebensalter waren 42 Einwohner unter 18 Jahren, 108 zwischen 18 und 49, 42 zwischen 50 und 64 und 30 Einwohner waren älter.
Die Einwohner lebten in 90 Haushalten. Davon waren 24 Singlehaushalte, 27 Paare ohne Kinder und 30 Paare mit Kindern, sowie 6 Alleinerziehende und 3 Wohngemeinschaften. In 15 Haushalten lebten ausschließlich Senioren und in 66 Haushaltungen lebten keine Senioren.
Religionszugehörigkeit
| • 1885: | 7 evangelische (= 5,26 %), 126 katholische (= 94,74 %) Einwohner |
| • 1961: | 6 evangelische (= 4,29 %), 134 katholische (= 95,71 %) Einwohner |

## Politik
Für Oberrombach besteht ein Ortsbezirk (Gebiete der ehemaligen Gemeinde Oberrombach) mit Ortsbeirat und Ortsvorsteher nach der Hessischen Gemeindeordnung. Der Ortsbeirat besteht aus fünf Mitgliedern. Bei den Kommunalwahlen in Hessen 2021 betrug die Wahlbeteiligung zum Ortsbeirat 66,28 %. Alle Kandidaten gehörten der „Oberrombacher Union“ an. Der Ortsbeirat wählte Reiner Wenzel zum Ortsvorsteher.

## Infrastruktur
Den öffentlichen Personennahverkehr stellt die Lokale Nahverkehrsgesellschaft Fulda mit der Buslinie 73 sicher.